# Microgeschiedenis
Microgeschiedenis is geschiedenis op kleine schaal. Het kan om persoonlijke of familieverhalen gaan, maar ook bijvoorbeeld om het verhaal achter een interessant object, zoals een monument of een oude boom. Meestal behandelen microhistorische werken echter een kleine stad of dorp. De microgeschiedenis wordt ook wel beschouwd als een vorm van de cultuurgeschiedenis.
Er ligt geen duidelijke grens tussen de microgeschiedenis en de algemene geschiedenis. Naarmate een verhaal meer invloed op de algemene geschiedenis heeft gehad, ontstijgt het aan de microgeschiedenis. Behalve de mate van invloed kan ook bijzondere aandacht voor een verhaal of de uniciteit ervan het aan de microgeschiedenis doen ontstijgen. Een voorbeeld hiervan is het dagboek van Anne Frank: een persoonlijk verhaal van een toen nog onbekend Joods meisje, dat later wereldberoemd geworden is.
Een bekend microhistorisch werk is Montaillou, een ketters dorp in de Pyreneeën 1294-1324, van de Franse historicus Emmanuel Le Roy Ladurie. Deze geeft in zijn boek het dagelijkse leven van het dorpje Montaillou in de Languedoc gedurende de middeleeuwen weer, zich baserend op archieven van de inquisitie. Andere prominente vertegenwoordigers van de microgeschiedenis zijn Natalie Zemon Davis, Carlo Ginzburg, Clifford Geertz en Luis González y González.